# Can Tendre
Can Tendre és una obra de Vilassar de Dalt (Maresme) protegida com a Bé Cultural d'Interès Local.

## Descripció
Casa de planta baixa i dues plantes pis. Les finestres de la planta primera de la façana principal tenen brancals i ampits de pedra

## Història
Casa urbana construïda al segle xix al damunt d'una casa de dos cossos amb coberta a doble vessant. La casa antiga fou habitada al segle xviii pels Vehil, notaris i posteriorment per la família Blanch.